# Estadio Olímpico de Berlín
El Estadio Olímpico de Berlín (en alemán: Berliner Olympiastadion) es un estadio multiusos ubicado en el distrito de Charlottenburg en la ciudad de Berlín, capital de Alemania. Fue la sede principal de los Juegos Olímpicos de Berlín 1936. Albergó partidos de las Copas del Mundo de 1974 y 2006, en esta última incluyó la final. Desempeñó la misma función de escenario principal, incluyendo el duelo definitivo, en la Eurocopa 2024.
Es el quinto de los estadios que albergaron los dos eventos deportivos más importantes del mundo, los Juegos Olímpicos y la Copa Mundial de Fútbol. En ambas ocasiones como escenario principal, en la ceremonia de inauguración del evento olímpico y de la final del certamen futbolístico, un hito que comparte con seis estadios más.
Es uno de los estadios usados por la selección de fútbol de Alemania y en condición de arrendamiento del club deportivo Hertha BSC, fue casa del ya extinto equipo Berlin Thunder que participaba en la también extinta NFL Europa. Adicionalmente, este estadio ha sido sede de la final de la Copa de Alemania en 1936, 1938-1942 y desde 1985 hasta la actualidad; además del Campeonato Mundial de Atletismo de 2009, la Copa Mundial Femenina de Fútbol de 2011 y certámenes internacionales de clubes de fútbol como la final de la Liga de Campeones de la UEFA 2014-15.

## Historia

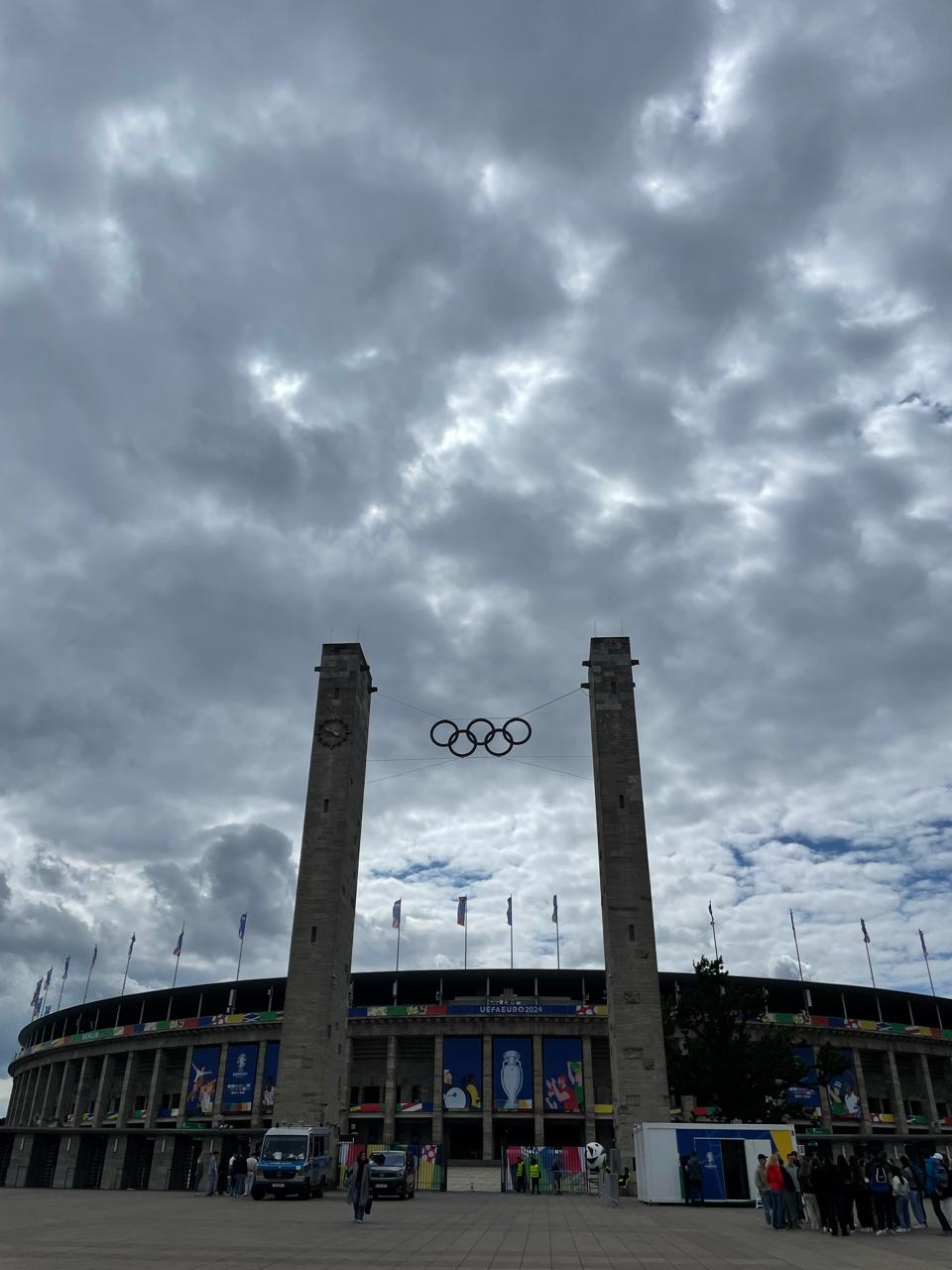
Estadio Olímpico en 2024

Fue diseñado por el arquitecto alemán Werner March, fue construido entre 1934 y 1936 para los Juegos Olímpicos de 1936, reemplazando al "Estadio Alemán" (Deutschlandstadion originalmente llamado Grünewaldstadion) recinto con capacidad para 32 000 espectadores inaugurado en julio de 1913, diseñado por Otto March padre de Werner March, para Juegos Olímpicos de Berlín 1916 que nunca se realizaron por causa de la Primera Guerra Mundial. Fue sede de la Copa Mundial de Fútbol de 1974. Se restauró por completo con el fin de albergar la Copa Mundial de Fútbol de 2006, con proyecto a cargo del estudio Gerkan, Marg und Partner. Tiene capacidad para 74 475 espectadores.

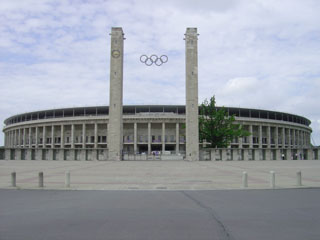
Fachada principal
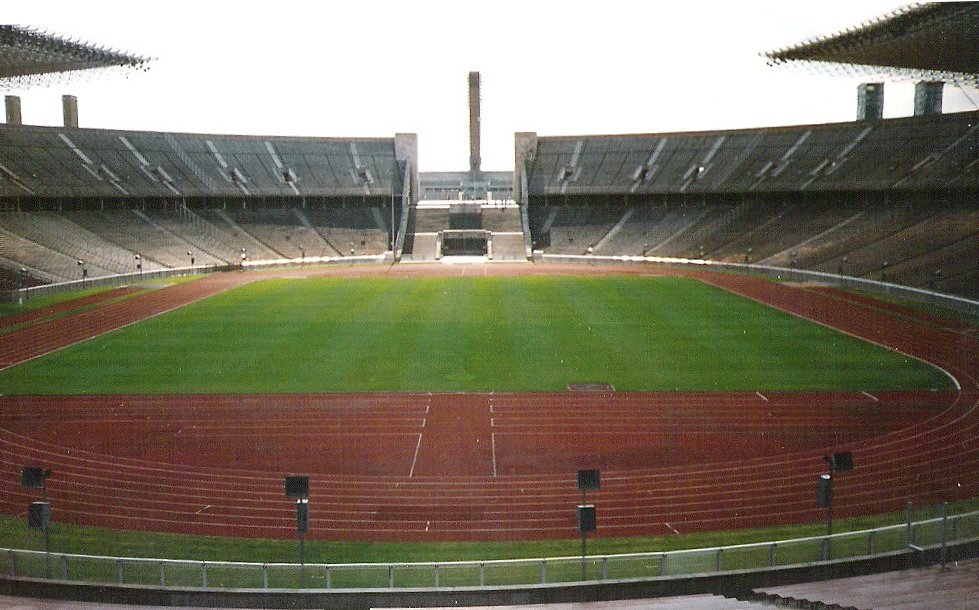
El estadio antes de su restauración de 2006
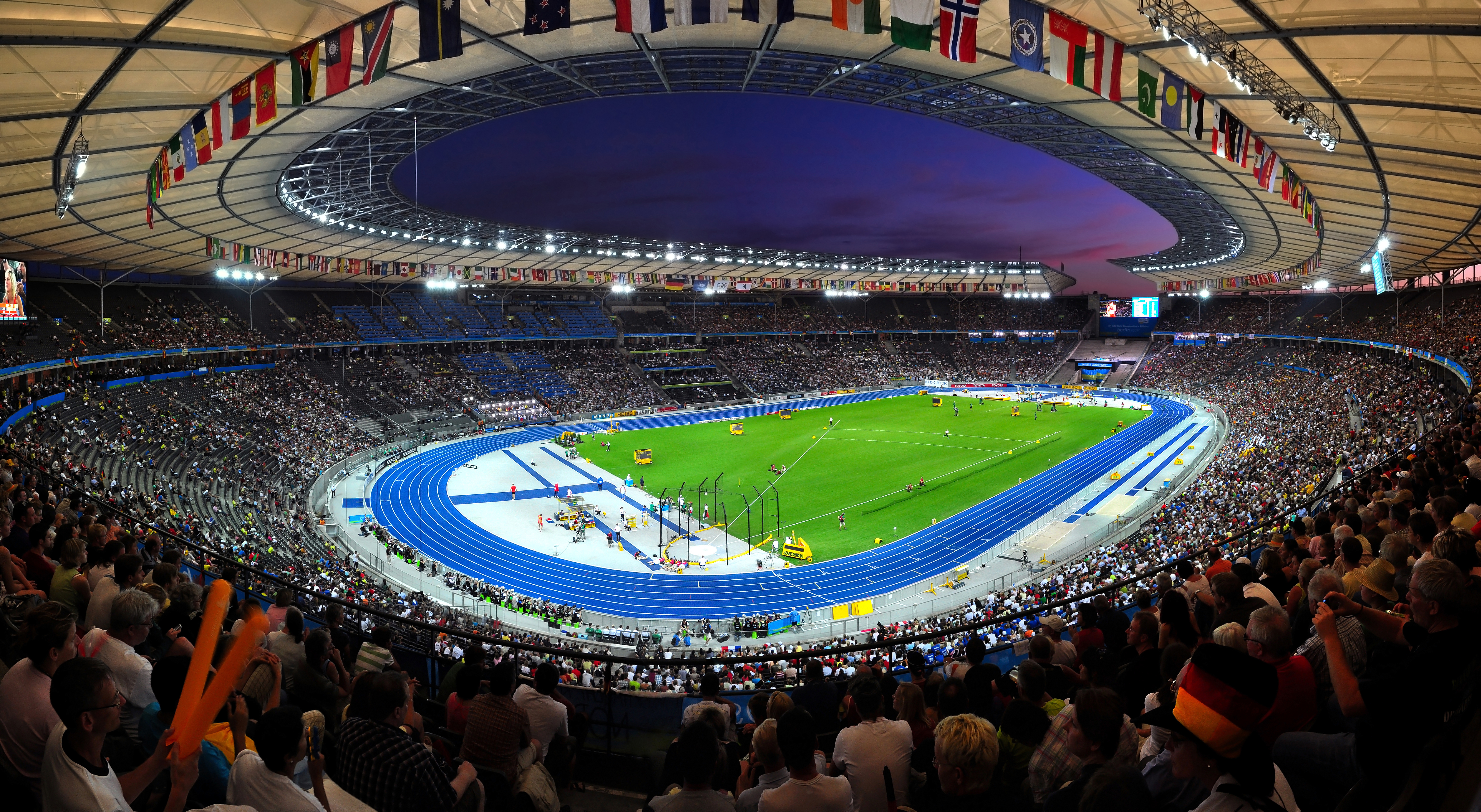
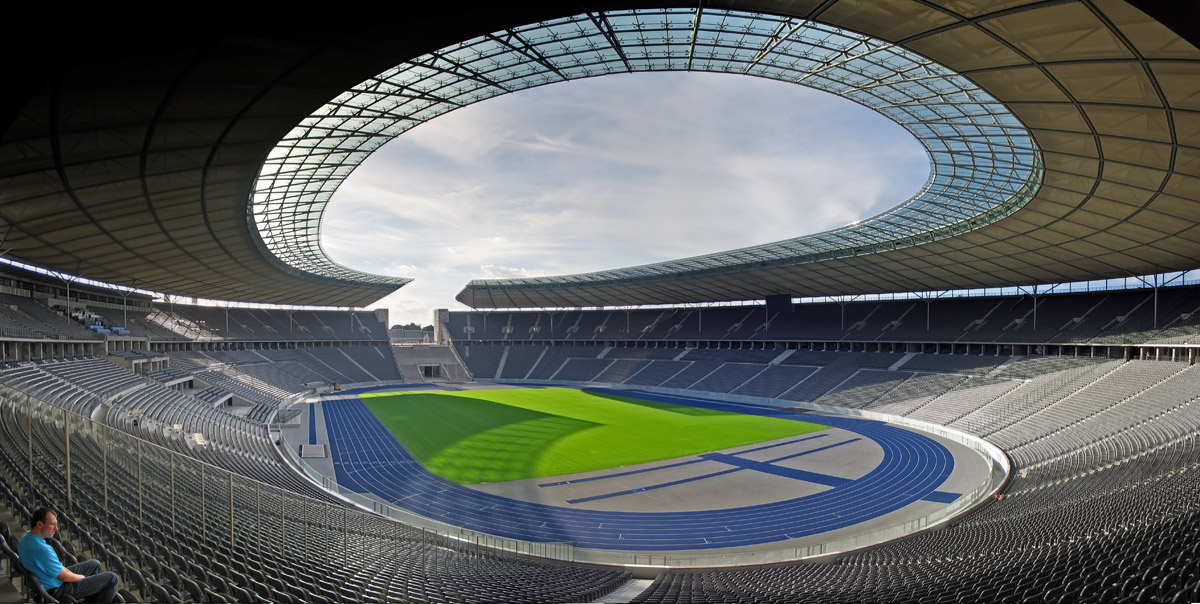

## Eventos

### Copa Mundial de Fútbol de 1974
En el Berliner Olympiastadium solo se jugaron tres partidos de la primera ronda correspondientes al Grupo A de la Copa Mundial de Fútbol de 1974.
| Fecha               | Selección #1     | Resultado | Selección #2         | Ronda                 | Espectadores   |
| ------------------- | ---------------- | --------- | -------------------- | --------------------- | -------------- |
| 14 de junio de 1974 | Alemania Federal | 1–0       | Chile                | Primera fase, Grupo A | 81 100 Reporte |
| 18 de junio de 1974 | Chile            | 1–1       | Alemania Democrática | Primera fase, Grupo A | 28 300 Reporte |
| 22 de junio de 1974 | Australia        | 0–0       | Chile                | Primera fase, Grupo A | 17 400 Reporte |

### Copa Mundial de Fútbol de 2006
En el Berliner Olympiastadion se jugaron seis partidos, entre ellos uno de cuartos de final y la gran final del certamen.
| Fecha               | Selección #1 | Resultado      | Selección #2 | Ronda                 | Espectadores   |
| ------------------- | ------------ | -------------- | ------------ | --------------------- | -------------- |
| 13 de junio de 2006 | Brasil       | 1–0            | Croacia      | Primera fase, Grupo F | 72 000 Reporte |
| 15 de junio de 2006 | Suecia       | 1–0            | Paraguay     | Primera fase, Grupo B | 72 000 Reporte |
| 20 de junio de 2006 | Ecuador      | 0–3            | Alemania     | Primera fase, Grupo A | 72 000 Reporte |
| 23 de junio de 2006 | Ucrania      | 1–0            | Túnez        | Primera fase, Grupo H | 72 000 Reporte |
| 30 de junio de 2006 | Alemania     | 1–1 (4-2 pen.) | Argentina    | Cuartos de final      | 72 000 Reporte |
| 9 de julio de 2006  | Italia       | 1–1 (5-3 pen.) | Francia      | Final                 | 69 000 Reporte |

### Copa Mundial Femenina de Fútbol de 2011
En 2011, el Olympiastadion acogió el partido inaugural de Alemania en la Copa Mundial Femenina de Fútbol de 2011, fue el único partido del torneo disputado en el estadio.
| Fecha               | Equipo #1 | Resultado | Equipo #2 | Ronda                 | Espectadores |
| ------------------- | --------- | --------- | --------- | --------------------- | ------------ |
| 26 de junio de 2011 | Alemania  | 2–1       | Canadá    | Primera fase, Grupo A | 73 600       |

### Final de Liga de Campeones 2014-15
El 6 de junio de 2015, el Olímpico de Berlín fue sede de la final de la Liga de Campeones de la UEFA 2014-15, donde el Barcelona derrotó 3-1 a la Juventus, y se proclamó Campeón de Europa por quinta vez en su historia, y sumado a la Copa del Rey y la Liga Española, logra su segundo Triplete.
| Fecha              | Equipo #1 | Resultado | Equipo #2    | Ronda | Espectadores |
| ------------------ | --------- | --------- | ------------ | ----- | ------------ |
| 6 de junio de 2015 | Juventus  | 1–3       | FC Barcelona | Final | 74 442       |

### Eurocopa 2024
El Olympiastadion albergó seis partidos de la Eurocopa 2024, incluido un juego por octavos de final, uno de cuartos de final y la final el 14 de julio de 2024.
| Fecha               | Equipo 1     | Resultado | Equipo 2   | Ronda                 | Asistencia |
| ------------------- | ------------ | --------- | ---------- | --------------------- | ---------- |
| 15 de junio de 2024 | España       | 3–0       | Croacia    | Primera fase, Grupo A | 68 844     |
| 21 de junio de 2024 | Polonia      | 1–3       | Austria    | Primera fase, Grupo D | 69 455     |
| 25 de junio de 2024 | Países Bajos | 2–3       | Austria    | Primera fase, Grupo D | 68 363     |
| 29 de junio de 2024 | Suiza        | 2–0       | Italia     | Octavos de final      | 68 172     |
| 6 de julio de 2024  | Países Bajos | 2–1       | Turquía    | Cuartos de final      | 70 091     |
| 14 de julio de 2024 | España       | 2–1       | Inglaterra | Final                 | 65 600     |

## Juegos Mundiales de Verano de Olimpiadas Especiales 2023
El 17 de junio de 2023, se llevó a cabo la ceremonia de apertura de los Juegos Olímpicos Especiales 2023 en el Estadio Olímpico.

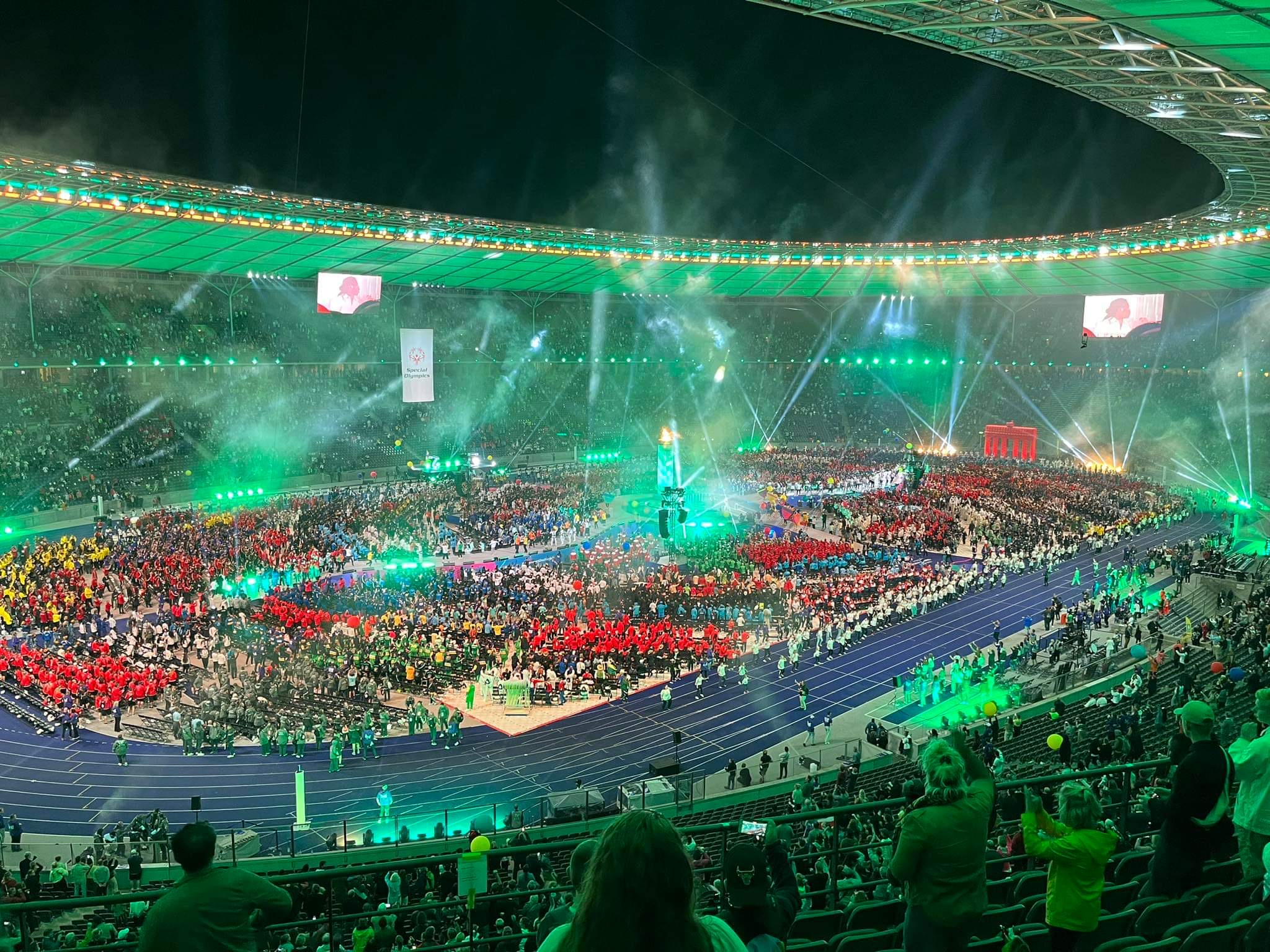
Ceremonia de apertura de los Juegos Mundiales de Verano de Olimpiadas Especiales 2023